# The Next Episode
" The Next Episode " là một đĩa đơn của rapper người Mỹ Dr. Dre, được phát hành vào ngày 4 tháng 7 năm 2000 dưới dạng đĩa đơn thứ ba trong album phòng thu thứ hai của anh, 2001 (1999). Ca khúc có Snoop Dogg, Kurupt và Nate Dogg, nhưng chỉ Snoop Dogg được ghi có. Đây là phần tiếp theo của đĩa đơn nổi tiếng " Nuthin" của Dre và Snoop nhưng là "G" Thang "từ album đầu tay của nhà tạo mẫu, The Chronic.
Bài hát đạt vị trí thứ 23 trên Billboard Hot 100.

## Lý lịch
Câu thơ của Dre được viết bởi các nghệ sĩ Aftermath, Hittman, The D.O.C. và cô Roq. Nó được sản xuất bởi Dre và nhà sản xuất Aftermath Mel-Man. Tiêu đề của đĩa đơn trở lại với bản hit kinh điển của Tiến sĩ Dre và Snoop Dogg với bản hit "Nuthin 'Nhưng một" G "Thang" từ buổi ra mắt solo năm 1992 của Dre The Chronic trong đó Snoop Dogg hướng dẫn người nghe ở phần cuối của điệp khúc, "just chill," cho đến tập tiếp theo, ", chính dòng này là một tài liệu tham khảo cho bài hát" Its My Thing ", từ album EPMD Strictly Business, trong thực tế không đề cập đến đĩa đơn này mà là tiền thân của nó, một bài hát còn sót lại từ năm 1993 được ghi âm ban đầu cho Doggystyle, nhưng không bao gồm trong phiên bản cuối cùng của nó. Snoop, Dre và Nate đều có những câu thơ trong khi Kurupt chia sẻ câu nói với Snoop và Dre. Bài hát có nhiều liên quan đến "California Love" của 2Pac, anh ấy đã làm với Dr. Dre khi còn ở Death Row Records, và To Live & Die ở LA.. Ban đầu được liệt kê ở bìa sau của Doggyu là "Tha Next Episode", phiên bản gốc của bài hát là của Snoop Dogg kết hợp với Tiến sĩ Dre, và có nhịp điệu và lời bài hát khác nhau. Bản gốc dài 4:36 và được gọi là "Nuthin" của Dr.Dre nhưng là Nuthin' but a 'G' Thang"nhiều lần. Bối cảnh của bản gốc sau đó đã được sử dụng trong "Runnin 'Wit No Breaks" của Warren G trên Quy định.... G Funk Era. Bài hát này thường được gọi không chính xác là "Smoke Weed Everyday" với Snoop Dogg là nghệ sĩ chính mặc dù Nate Dogg là người nói lời đó.
Các video âm nhạc được đặt trong một câu lạc bộ thoát y với nhiều vũ nữ thoát y múa cột. Nó cũng có nhiều rapper bao gồm Hittman, Ice Cube, Warren G và Xzibit.

## Mẫu
Mẫu chính của bài hát nội suy "The Edge" của David Axelrod và David McCallum, mượn từ một đoạn ngắn ở đầu bài hát, lặp lại ở giữa bài hát và trong đoạn kết thúc. Bài hát đã được bộ ba R & B City High lấy mẫu cho bản hit " What would You Do " năm 2001 của họ. Nó đã được đề cử cho giải Grammy cho Trình diễn rap xuất sắc nhất của Duo hoặc Group năm 2001 cho Dre và Snoop. Tuy nhiên, giải thưởng đã thuộc về Dre và Eminem cho " Quên về Dre ". Bản chỉnh sửa được phát hành cho các kênh radio và âm nhạc đã được chỉnh sửa rất nhiều và có nhiều dòng được ghi lại và kiểm duyệt bị tắt tiếng cũng như một số loại bỏ phần "khói cỏ hàng ngày" mà Nate Dogg nói cuối cùng. Barry Bonds đã sử dụng phần nhạc cụ trước giọng hát đầu tiên khi đĩa nhạc xuất hiện trong một khoảng thời gian trong những năm 2000. Chone Figgins của Seattle Mariners đã sử dụng nhạc cụ này làm nhạc dạo trong mùa 2011.   Nate Dogg ở cuối bài hát "khói cỏ mỗi ngày" được sử dụng trong nhiều memes internet . Bài hát nổi bật trên trò chơi video Grand Theft Auto V trên đài West Coast Classics.
Một bản phối lại cùng tên của Snoop Dogg và Lil 'Mo xuất hiện trên bản mixtape DJ Felli Fel With Snoop Dogg - The Heavy Hitters, được phát hành năm 2002. Một bản phối lại với âm nhạc từ " Thành phố thiên đường " của Guns N 'Roses có sẵn không chính thức. Một phiên bản được The Game lồng tiếng là một phiên bản dành cho 50 Cent được phát hành vào năm 2005. Một bản phối lại mang tên "TNE 2006" đã được phát hành cho đài phát thanh vào năm 2006. Nó có tính năng Snoop Dogg & Nate Dogg. Joe Budden rap theo nhịp trong một lần xuất hiện trên chương trình DJ Green Lantern Sirius Satellite Radio với Charles Hamilton. Bản phối lại được phát hành năm 2002, bao gồm 2Pac, DMX và Nas. Joe Rickard, tay trống của RED, được biết là thể hiện bài hát này trong số các bài hát rap và hip hop nổi tiếng khác được biểu diễn trong buổi hòa nhạc. Một phiên bản bằng tiếng Ả Rập đã xuất hiện trong bộ phim năm 2012 The Dictator do Aiwa, Mr Tibbz và nam diễn viên Sacha Baron Cohen thực hiện với tư cách là nhân vật chính của bộ phim, Đô đốc Aladeen. Vào tháng 11 năm 2014, nhà sản xuất âm nhạc bẫy San Holo đã phát hành bản phối lại của bài hát, từ đó đã thu hút được hơn 150 triệu lượt xem trên YouTube. Một phiên bản của Lyric Jones, Rah Digga và Mark Batson xuất hiện trong bộ phim Dude 2018.
1. "Tập tiếp theo" (Phiên bản LP) - 2:42
2. "Những kẻ xấu luôn chết" (có Eminem) - 4:38
3. "Tập tiếp theo" (Cụ) - 2:43
4. "Tập tiếp theo" (Video âm nhạc)

1. "Tập tiếp theo" (Phiên bản LP) - 2:42
2. "Mẹ kiếp" - 3:25
3. "Bang Bang" (Công cụ) - 3:42
4. "Quên về Dre" (Cụ) - 3:54
5. "Quên về Dre" (Video âm nhạc)

1. "Tập tiếp theo" (Phiên bản LP) - 2:42
2. "Những kẻ xấu luôn chết" (có Eminem) - 4:38
3. "Bang Bang" (hợp tác với Hittman) - 3:42

| Chart (2000–2001)                               | Peak position |
| ----------------------------------------------- | ------------- |
| Áo (Ö3 Austria Top 40)                          | 56            |
| Bỉ (Ultratip Flanders)                          | 6             |
| Bỉ (Ultratip Wallonia)                          | 9             |
| Pháp (SNEP)                                     | 22            |
| Trường songid là BẮT BUỘC CHO BẢNG XẾP HẠNG ĐỨC | 34            |
| Ireland (IRMA)                                  | 11            |
| Hà Lan (Dutch Top 40)                           | 28            |
| Hà Lan (Single Top 100)                         | 26            |
| Scotland (OCC)                                  | 7             |
| Thụy Sĩ (Schweizer Hitparade)                   | 34            |
| Anh Quốc (OCC)                                  | 3             |
| Anh Quốc Dance (OCC)                            | 13            |
| Anh Quốc R&B (OCC)                              | 2             |
| Hoa Kỳ Billboard Hot 100                        | 23            |
| Hoa Kỳ Hot R&B/Hip-Hop Songs (Billboard)        | 11            |

| Chart (2000)                         | Position |
| ------------------------------------ | -------- |
| US Billboard Hot 100                 | 76       |
| US R&B/Hip-Hop Songs (Billboard)     | 49       |
| Chart (2001)                         | Position |
| UK Singles (Official Charts Company) | 79       |

## Giấy chứng nhận
| Quốc gia                                                                                              | Chứng nhận | Số đơn vị/doanh số chứng nhận |
| --- | ---------- | ----------------------------- |
| Đức (BVMI)                                                                                            | Gold       | 250.000‡                      |
| Ý (FIMI)                                                                                              | Gold       | 25.000‡                       |
| Anh Quốc (BPI)                                                                                        | Platinum   | 600.000‡                      |
| ^ Chứng nhận dựa theo doanh số nhập hàng. ‡ Chứng nhận dựa theo doanh số tiêu thụ và phát trực tuyến. |            |                               |

1. ↑  "Next Episode [Single, Enhanced, Maxi, Import] - Dr. Dre". Amazon.co.uk. Truy cập ngày 14 tháng 6 năm 2013.
2. ↑  "Smoke Weed Everyday | Know Your Meme"
3. ↑  "Dude (2018)". Tunefind. ngày 20 tháng 4 năm 2018. Truy cập ngày 15 tháng 10 năm 2018.
4. ↑  "Austriancharts.at – Dr. Dre feat. Snoop Dogg – The Next Episode" (bằng tiếng Đức). Ö3 Austria Top 40.  Truy cập ngày 30 tháng 6 năm 2016.
5. ↑  "Ultratop.be – Dr. Dre feat. Snoop Dogg – The Next Episode" (bằng tiếng Hà Lan). Ultratip.  Truy cập ngày 30 tháng 6 năm 2016.
6. ↑  "Ultratop.be – Dr. Dre feat. Snoop Dogg – The Next Episode" (bằng tiếng Pháp). Ultratip.  Truy cập ngày 30 tháng 6 năm 2016.
7. ↑  "Lescharts.com – Dr. Dre feat. Snoop Dogg – The Next Episode" (bằng tiếng Pháp). Les classement single.  Truy cập ngày 30 tháng 6 năm 2016.
8. ↑  "The Irish Charts – Search Results – The Next Episode" (bằng tiếng Anh). Irish Singles Chart.  Truy cập ngày 30 tháng 6 năm 2016.
9. ↑   "Nederlandse Top 40 – week 36, 2000" (bằng tiếng Hà Lan). Dutch Top 40  Truy cập ngày 22 tháng 5 năm 2018.
10. ↑  "Dutchcharts.nl – Dr. Dre feat. Snoop Dogg – The Next Episode" (bằng tiếng Hà Lan). Single Top 100.  Truy cập ngày 30 tháng 6 năm 2016.
11. ↑  "Official Scottish Singles Sales Chart Top 100" (bằng tiếng Anh). Official Charts Company.  Truy cập ngày 22 tháng 5 năm 2018.
12. ↑  "Swisscharts.com – Dr. Dre feat. Snoop Dogg – The Next Episode" (bằng tiếng Đức). Swiss Singles Chart.  Truy cập ngày 30 tháng 6 năm 2016.
13. ↑  "Official Singles Chart Top 100" (bằng tiếng Anh). Official Charts Company.  Truy cập ngày 30 tháng 6 năm 2016.
14. ↑  "Official Dance Singles Chart Top 40" (bằng tiếng Anh). Official Charts Company.  Truy cập ngày 22 tháng 5 năm 2018.
15. ↑  "Official R&B Singles Chart Top 40" (bằng tiếng Anh). Official Charts Company.  Truy cập ngày 14 tháng 5 năm 2015.
16. ↑  "Dr Dre Chart History (Hot 100)". Billboard (bằng tiếng Anh).  Truy cập ngày 22 tháng 5 năm 2018.
17. ↑  "Dr Dre Chart History (Hot R&B/Hip-Hop Songs)". Billboard (bằng tiếng Anh).  Truy cập ngày 30 tháng 6 năm 2016.
18. ↑  "Billboard Top 100 - 2000". Bản gốc lưu trữ ngày 11 tháng 6 năm 2009. Truy cập ngày 31 tháng 8 năm 2010.
19. ↑  "The Billboard R&B/Hip-Hop Songs - Year End Charts 2000". Billboard. Prometheus Global Media. Bản gốc lưu trữ ngày 2 tháng 2 năm 2017.
20. ↑  "The Official UK Singles Chart 2001" (PDF). UKChartsPlus. Truy cập ngày 22 tháng 5 năm 2018.
21. ↑  "Gold-/Platin-Datenbank (Dr Dre feat. Snoop Dogg & Nate Dogg; 'The Next Episode')" (bằng tiếng Đức). Bundesverband Musikindustrie. Truy cập ngày 14 tháng 4 năm 2018.
22. ↑  "Chứng nhận đĩa đơn   Ý – Dr Dre ft Snoop Dogg – The Next Episode" (bằng tiếng Ý). Federazione Industria Musicale Italiana. Chọn "2016" ở menu thả xuống "Anno". Chọn "The Next Episode" ở mục "Filtra". Chọn "Singoli" dưới "Sezione".
23. ↑  "Chứng nhận đĩa đơn   Anh Quốc – Dr Dre ft Snoop Dogg – The Next Episode" (bằng tiếng Anh). British Phonographic Industry. Chọn single trong phần Format. Chọn Platinum' ở phần Certification. Nhập The Next Episode  vào mục "Search BPI Awards" rồi ấn Enter.

## liên kết ngoài
- Music video trên YouTube